# Rubus adjacens
Rubus adjacens är en rosväxtart som beskrevs av Merritt Lyndon Fernald. Rubus adjacens ingår i släktet rubusar, och familjen rosväxter. Inga underarter finns listade i Catalogue of Life.